# Abimelech (König von Sichem)

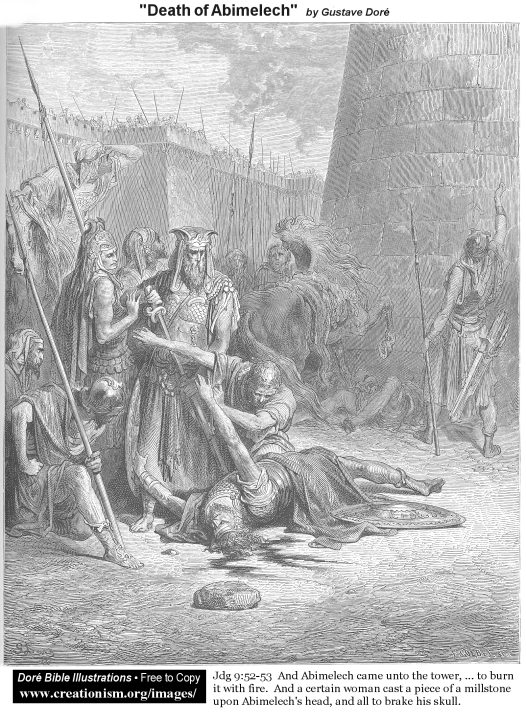
Der Tod des Abimelech

Abimelech wird in Ri 9,1  als Sohn von Jerubbaal genannt. Dieser Name wurde dem Richter Gideon beigegeben (Ri 6,32 ). Zudem stehen beide mit dem Ort Ofra im Stammesgebiet Manasses in Verbindung. Nach Ri 8,31  erscheint er tatsächlich als Sohn Gideons. Seine Mutter, eine Nebenfrau Gideons, scheint der Aristokratie der (kanaanäischen) Stadt Sichem zu entstammen (Ri 9,1f ). Nur so ist zu erklären, dass Abimelech dort Gehör findet.

## Bedeutung und Werdegang
Die hebräische Bibel erwähnt Abimelech als ersten, der den Versuch unternahm, über das Richterprinzip hinaus eine Monarchie in Israel zu errichten. Der Versuch scheiterte nach einigen Jahren, auch umfasste er nur sehr begrenzte Teile Israels, so dass erst Saul als erster König Israels bezeichnet wird.
Zunächst gelang es Abimelech, die Oligarchie im Stadtstaat Sichem dazu zu bewegen, ihn als militärischen Führer anzuerkennen. Ausgestattet mit Geld aus der Tempelkasse des Baal-Berit („Baal des Bundes“ oder „Baal des Vertrages“, Stadtgott von Sichem) (Ri 9,4 ), heuerte er eine Söldnertruppe an, mit deren Hilfe er Ofra, den Herkunftsort seines Vaters, überfiel und die führende Familie, seine eigene Verwandtschaft, vernichtete. Faktisch übernahm er monarchisch die Herrschaft über den Ort. Die Bevölkerung Sichems zögerte nicht, ihn als ihren König anzuerkennen. Das Verfahren darf als nicht neu angesehen werden: Zum Wechsel von der Oligarchie zur Monarchie kam es in den kanaanäischen Stadtstaaten (und in vielen anderen Kulturen) immer wieder. Als Kritik am Königtum ist an dieser Stelle die Jotamfabel ins Richterbuch eingeflochten.
Man kann davon ausgehen, dass Abimelech durch Kämpfe weitere kleine Gebiete seiner Monarchie einverleibte. Auf dem Höhepunkt seiner Macht scheint er seine Residenz von Sichem nach Aruma (vgl. Ri 9,41 ) verlegt zu haben. Es kam in Sichem in der Folgezeit zum offenen Aufruhr, der in dem zugereisten Gaal einen Anführer fand. Gewarnt durch den loyalen Sebul (Ri 9,30f ), griff Abimelech seine ursprüngliche Machtbasis an und vernichtete sie.
Bei der Belagerung der Burg von Tebez wirft ihm eine Frau einen Mühlstein auf den Kopf. Da Abimelech nicht als Herrscher in Erinnerung bleiben will, der von einer Frau erschlagen wurde, bittet er seinen Waffenträger, ihm den Gnadenstoß zu gewähren.
| Vorgänger | Amt     | Nachfolger |
| --------- | ------- | ---------- |
| Gideon    | Richter | Tola       |

| Personendaten    | Personendaten                                        |
| ---------------- | ---------------------------------------------------- |
| NAME             | Abimelech                                            |
| KURZBESCHREIBUNG | Sohn Gideons, König von Sichem                       |
| GEBURTSDATUM     | 15. Jahrhundert v. Chr. oder 14. Jahrhundert v. Chr. |
| STERBEDATUM      | 13. Jahrhundert v. Chr. oder 12. Jahrhundert v. Chr. |